# لويس سانشيز خيمينيز
لويس سانشيز خيمينيز (بالإسبانية: Luis Sánchez Jiménez)‏ هو سياسي مكسيكي، ولد في 18 مايو 1962 في ولاية مكسيكو في المكسيك. حزبياً، نشط في حزب الثورة الديمقراطية. وقد انتخب عضو مجلس الشيوخ من المكسيك وانتخب عضو مجلس النواب المكسيك.